# Mark Gurashi
Mark Gurashi (né en Albanie à une date inconnue et mort à une date inconnue) est un joueur de football albanais, qui évoluait au poste d'attaquant.

## Biographie
Il est meilleur buteur du championnat d'Albanie en 1934 avec 12 buts.

## Palmarès
KF Tirana
- Championnat d'Albanie (6) :
  - Champion : 1930, 1931, 1932, 1934, 1936 et 1937.
  - Meilleur buteur : 1934 (12 buts).